# Донченко Микола Якович
Микола Якович Донченко (? — ?) — український радянський залізничник, начальник Південно-Донецької, Московсько-Донбаської та Львівської залізниць.  

## Біографія
Член ВКП(б).
На 1935—1936 роки — начальник служби експлуатації Слов'янського відділення Донецької залізниці.
У травні 1937 — травні 1938 року — начальник Південно-Донецької залізниці.
У 1938 — жовтні 1939 року — начальник Московсько-Донбаської залізниці.
У жовтні 1939 — серпні 1940 року — начальник Львівської залізниці. Виконував завдання із «перешиття» під радянську ширину колії (1520 мм.) залізничної мережі Галичини, яка мала вузьку європейську колію 1435 мм., а також завдання із переобладнання рухомого складу на залізниці. Звільнений за «невиконання місячного плану перевезення вантажів до Німеччини». За деякими даними переведений на роботу стрілочника на одну із залізничних станцій. За іншими даними працював в апараті Народного комісаріату шляхів сполучення СРСР.
З березня 1942 року — начальник служб руху залізниць Півдня Центрального управління руху Народного комісаріату шляхів сполучення СРСР.
Подальша доля невідома. 

## Нагороди
- орден Трудового Червоного Прапора (23.11.1939)
- орден «Знак Пошани» (4.04.1936)
- медалі